# Viterra
Viterra Inc. est une société agroalimentaire canadienne qui exploite des installations au Canada, aux États-Unis, en Australie, en Nouvelle-Zélande et en Chine. Elle répartit ses opérations en trois groupes qui s'épaulent mutuellement : Grain Handling & Marketing, Agri-Products et Processing, ce qui lui permet de créer des revenus à différents endroits de la chaîne industrielle de production alimentaire.

## Histoire
En mars 2012, Glencore a offert 6,1  milliards $ CA pour acquérir l'ensemble des actifs de Viterra. Une fois la transaction conclue, Glencore cèdera les actifs canadiens à Agrium et Richardson International,.
En juin 2023, Bunge annonce la fusion de ses activités avec Viterra, les actionnaires de Viterra recevront 30 % du nouvel ensemble, participation ayant une valeur de 6,2 milliards de dollars, et un paiement en numéraire de 2 milliards de dollars.